# Cadillac Records
Pour plus de détails, voir Fiche technique et Distribution.
Cadillac Records est un film de Darnell Martin sorti en 2008.

## Synopsis
À Chicago dans les années 1950, Leonard Chess (Adrien Brody) et Phil Chess créent le label Chess Records. Ils enregistrent les plus grandes stars du blues : Muddy Waters (Jeffrey Wright), Little Walter (Columbus Short), Howlin' Wolf (Eamonn Walker), Chuck Berry (Mos Def), Etta James (Beyoncé).

## Fiche technique
- Titre original : Cadillac Records
- Réalisation : Darnell Martin
- Scénario : Darnell Martin
- Photographie : Anastas Michos (de)
- Musique : Terence Blanchard
- Directeur artistique : Nicholas Locke
- Décors : Linda Burton
- Costume : Johnetta Boone
- Producteurs : Sofia Sondervan, Andrew Lackey, Petra Hoebel (délégué)
- Société de distribution : TriStar Pictures
- Langue : anglais

## Distribution
- Adrien Brody (V. F. : Adrien Antoine) : Leonard Chess
- Beyoncé (V. F. : Maïk Darah) : Etta James
- Jeffrey Wright (V. F. : Jean-Louis Faure) : Muddy Waters
- Columbus Short (V. F. : Yoann Sover) : Little Walter
- Emmanuelle Chriqui (V. F. : Céline Mauge) : Revetta Chess, épouse de Leonard
- Kevin Mambo (en) : Jimmy Rogers
- Cedric the Entertainer : Willie Dixon
- Tammy Blanchard : Isabelle Allen
- Mos Def : Chuck Berry
- Jay O. Sanders (VF: Bernard Lanneau) : M. Feder
- Eric Bogosian (V. F. : Mathieu Buscatto) : Alan Freed
- Eamonn Walker (V. F. : Antoine Tomé) : Howlin' Wolf
- Shiloh Fernandez : Phil Chess
- Gabrielle Union : Geneva Wade
- Norman Reedus : L'ingénieur du son de Léonard Chess

Sources et légende : Version française (V. F.) sur RS Doublage